# Distretto di Ban Phai
Il distretto di Ban Phai (in thailandese: บ้านไผ่) è un distretto (amphoe) della Thailandia, situato nella provincia di Khon Kaen.